# Mályusz Elemér

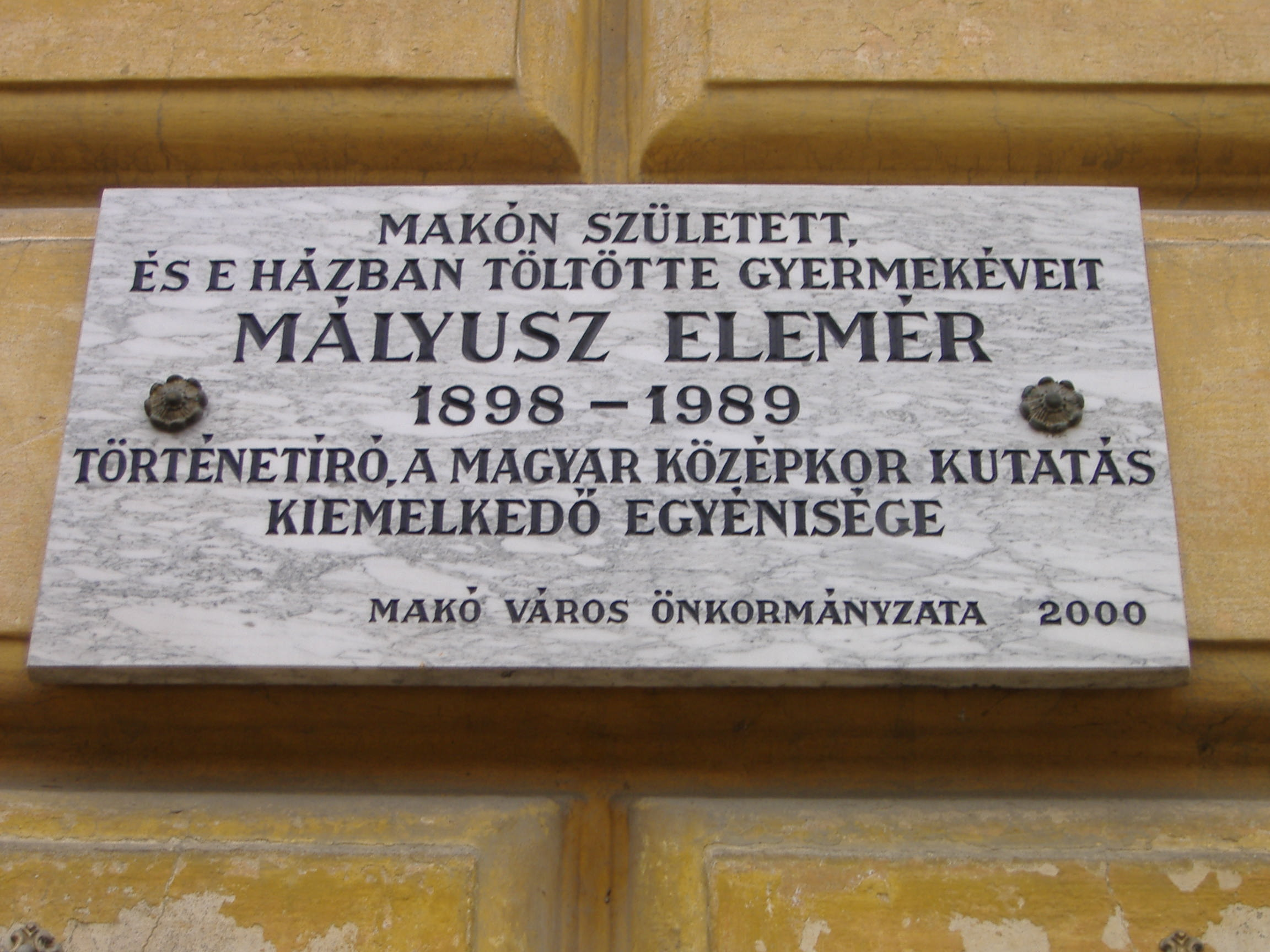
Mályusz Elemér emléktáblája Makón, a városi bíróság falán

Mályusz Elemér (Makó, 1898. augusztus 22. – Budapest, 1989. augusztus 25.) magyar történész, MTA-tag, a magyar középkorkutatás egyik legjelentősebb alakja.

## Életútja

### Ifjúkora és tanulmányai
Mályusz Elemér 1898. augusztus 22-én született Makón, a városi bíróság szolgálati lakásában. Édesapja dr. Mályusz György Péter (1860–1910), m. kir. honvéd huszár hadnagy, kir. törvényszéki bíró, a Szegedi Ker. Munkásbiztosító választott tagja, édesanyja alsó- és felsőruttkai Ruttkay-Nedeczky Anna Franciska Paulina
(1869–1922) volt. Anyai nagyszülei alsó- és felsőruttkai Ruttkay-Nedeczky Sándor, akinek az ősei Turóc vármegyéből eredtek, és pacséri Tocsek Anna (1833–1872) voltak. Apai nagyszülei dr. Mályusz Károly (1812–1885), orvos, és hajniki Bezegh Emerentia (1838–1909) voltak.
Mályusz Elemér a szegedi Piarista Gimnáziumban tanult, majd egyetemi tanulmányait 1916-ban kezdte meg a budapesti Eötvös József Collegium történelem-latin szakos hallgatójaként. 1920-ban doktori oklevelet szerzett a budapesti tudományegyetem bölcsészkarán. 1932. augusztus 1-jén Budapesten, a VI. kerületben házasságot kötött a polgári származású Császár Edittel (1910–1992), dr. Császár Ernő (1881–1952), irodalomtörténész, gimnáziumi tanár, tanügyi főtanácsos, és Koós Mária Anna (1881–1957) gyermekével. Két gyermekük született: Miklós (1936–2019) és Károly (1939–2017).

### Szakmai pályafutása
A diploma után két évig levéltári kutatásokat végzett Bécsben (1920–1922). Ezután nyolc évig a Magyar Országos Levéltárnak dolgozott (1922–1930), közben magántanári képesítést szerzett. 1930–1944 között a Magyar Protestáns Egyháztörténeti Adattár szerkesztője volt, 1931–1935-ig a Századok című szakfolyóirat szerkesztője volt Domanovszky Sándorral és Hajnal Istvánnal.
1947–1954 között az Evangélikus Országos Levéltár vezetőjeként és újjárendezőjeként tevékenykedett. 1945-ben politikai okokból kényszernyugdíjazták. Kezdeményezte Csehszlovákiába való repatriálását, de erre nem került sor. Az MTA Történettudományi Intézetének főmunkatársaként dolgozott 1968-as nyugállományba vonulásáig. A Farkasréti temetőben helyezték örök nyugalomra, haláláról beszámolt a Magyar Nemzet és a Népszabadság is.

## Munkássága
Munkáiban főként a magyarországi középkorral, a hűbériség és a rendiség kérdéseivel foglalkozott. Budapesten és Szegeden is gyakran tartott előadásokat. Megindította a népiségtörténeti kutatást hazánkban. A barokk, a felvilágosodás és a reformkor kutatójaként is maradandót alkotott.

## Elismerései
1973-ban Akadémiai Díjat kapott.

## Főbb művei

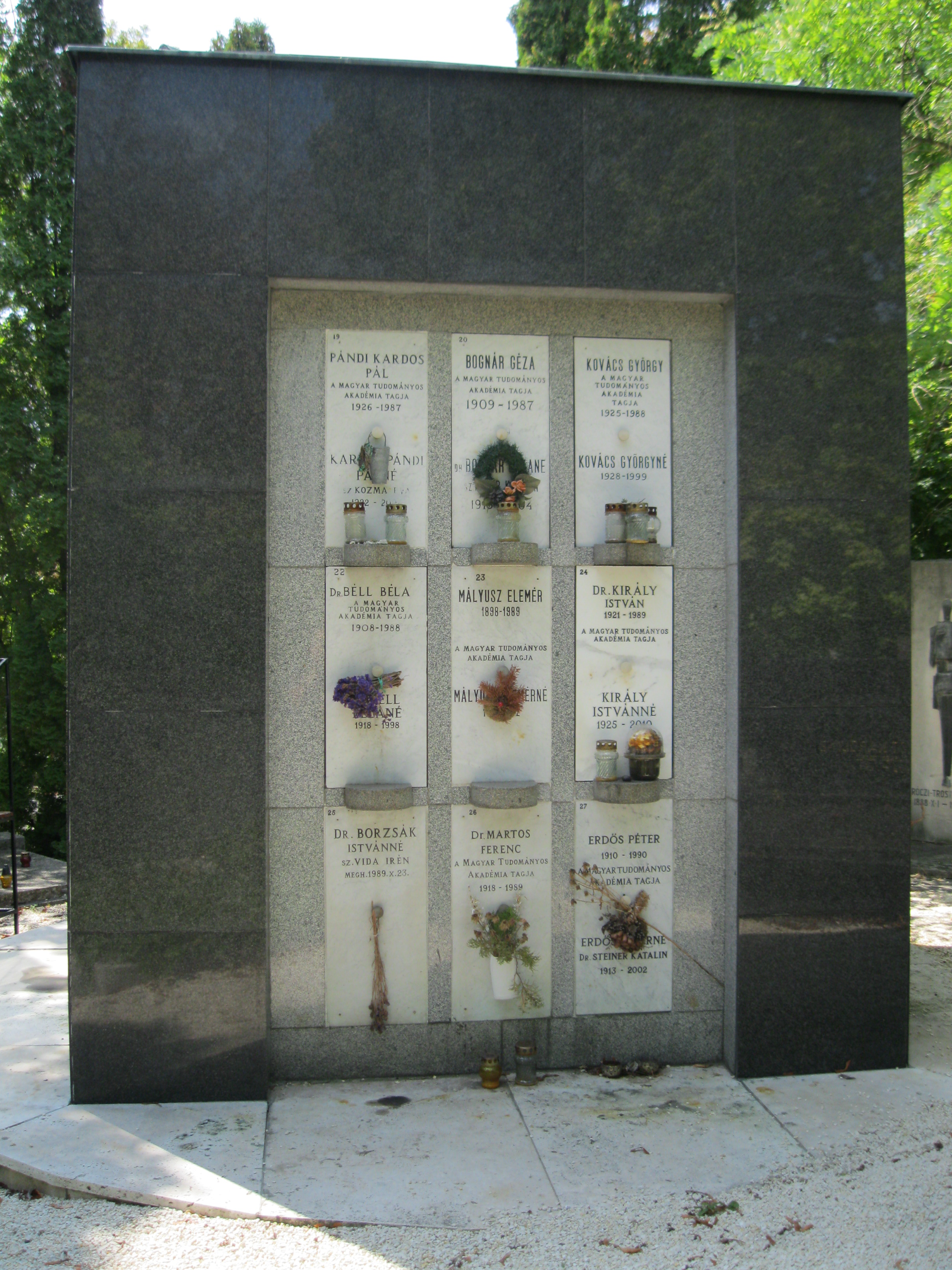
A Farkasréti temető Urnaháza. Itt található Mályusz Elemér urnafülkéje is

### Monográfiák, tanulmánygyűjtemények
- Turóc megye kialakulása (Budapest, 1922, Budavári Tudományos Társaság; Máriabesnyő–Gödöllő, 2005, Attraktor ISBN 9639580406)
- A reformkor nemzedéke (Budapest, 1923)
- Sturm auf Ungarn. Volkskommissäre und Genossen im Auslande (München, 1931)
- A vörös emigráció (Budapest, 1931; Máriabesnyő–Gödöllő, 2006)
- A népiség története (Budapest, 1931)
- A türelmi rendelet. II. József és a magyar protestantizmus (Budapest, 1939; Máriabesnyő–Gödöllő, 2006)
- Geschichte des ungarischen Volkstums von der Landnahme bis zum Ausgang des Mittelalters (Budapest, 1940)
- A magyar társadalom a Hunyadiak korában. A hűbériség és rendiség problémája (Budapest, 1940)
- A magyar rendi állam Hunyadi korában, (Budapest, 1958)
- A magyar történettudomány (Budapest, 1942; Máriabesnyő–Gödöllő, 2008)
- Tanulmányok a parasztság történetéhez Magyarországon a 14. században (társszerző; Budapest, 1953)
- A konstanzi zsinat és a magyar főkegyúri jog (Budapest, 1958; németül 1959)
- Thuróczi János krónikája és a Corvina (Budapest, 1966, Akadémiai)
- A Thuróczi-krónika és forrásai (Budapest, 1967, Akadémiai)
- Egyházi társadalom a középkori Magyarországon (Budapest, 1971, Akadémiai; Budapest, 2007, Műszaki ISBN 9631629333)
- Az V. István-kori gesta (Budapest, 1971)
- Királyi kancellária és krónikaírás a középkori Magyarországon (Budapest, 1973)
- Zsigmond király uralma Magyarországon, 1387-1437 (Budapest, 1984, Gondolat ISBN 9632814142)
- Az erdélyi magyar társadalom a középkorban (Budapest, 1988)
- Kaiser Sigismund in Ungarn 1387–1437 (Budapest, 1990, Akadémiai ISBN 9630549786)
- Klió szolgálatában. Válogatott történelmi tanulmányok (Szerk.: Soós István; Budapest, 2003, MTA Történettudományi Intézete)

### Tanulmányok
- Martinovics és társai. Napkelet, 1926. 6. sz.
- A Rákóczi-kor társadalma. In Rákóczi Emlékkönyv II. Budapest, 1935
- A középkori magyar nemzetiségi politika. Századok, 1939
- Thuróczy János krónikája. Értekezések a történeti tudományok köréből (26. 3). Magyar Tudományos Akadémia, Budapest, 1944
- A magyar rendi állam Hunyadi korában. Századok, 1957

### Szövegkiadások
- Sándor Lipót főherceg nádor iratai 1790–1795 (bevezető tanulmány és magyarázatok is; Budapest, 1926)
- Iratok a türelmi rendelet történetéhez (magyarázó jegyzetek is; Budapest, 1940)
- Zsigmondkori oklevéltár I–II. (Budapest, 1951–1958)
- Chronica Johannis Thuroczy I–II. (Kristó Gyulával; Budapest, 1989)

### Szerkesztett kötetek
- Magyar művelődéstörténet II. Magyar renaissance (Budapest, 1939; Szekszárd, 1991, Babits)
- Erdély és népei (előszó is; Budapest, 1941; németül Budapest–Lipcse–Milánó, 1944)

### Memoárok
- Visszaemlékezések; szerk., sajtó alá rend. Soós István; BTK TTI, Bp., 2021 (Magyar történelmi emlékek. Elbeszélő források)

### További irodalom
- Mályusz Elemér emlékezete, 1898–1989. Az 1998. október 7-én Makón rendezett Csongrád Megyei Levéltári Napok előadásai; szerk. Hoffmann Éva; Önkormányzati Képviselőtestület, Makó, 1999 (A makói múzeum füzetei)
- Erős Vilmos: A Szekfű-Mályusz vita; Csokonai, Debrecen, 2000 (Csokonai új história)
- Benda Gyula 2006: Történelem és szociológia – Mályusz Elemér történetírása a két világháború között. In: Társadalomtörténeti tanulmányok. Budapest, 77-81.
- Papp István: A Mályusz Elemér elleni politikai rendőrségi vizsgálat 1945-ben. Archiválva 2014. február 1-i dátummal a Wayback Machine-ben Kommentár, 2006. 4. sz. 70–80. o.
- Díjasok és kitüntetettek adattára 1948-1980. Összeáll. és szerk. Magyar Józsefné. Kaposvár, Palmiro Togliatti Megyei Könyvtár, 1984
- Evangélikus arcképcsarnok. Szerk. Tóth-Szöllős Mihály. Bp., Evangélikus Sajtóosztály, 2002
- Gulyás Pál: Magyar írók élete és munkái – új sorozat I–XIX. Budapest: Magyar Könyvtárosok és Levéltárosok Egyesülete. 1939–1944.  , 1990–2002, a VII. kötettől (1990–) sajtó alá rendezte: Viczián János
- Ki-kicsoda? Kortársak lexikona. [Bp.], Béta Irodalmi Rt., [1937]
- Kortárs magyar írók 1945-1997. Bibliográfia és fotótár. Szerk. F. Almási Éva. Bp., Enciklopédia Kiadó, 1997, 2000
- Magyar irodalmi lexikon. Főszerk. Benedek Marcell. Bp., Akadémiai Kiadó, 1963-1965
- Magyar Katolikus Lexikon. Főszerk. Diós István. Szerk. Viczián János. Bp., Szent István Társulat, 1993-
- Magyar Nagylexikon. Főszerk. Élesztős László (1-5. k.), Berényi Gábor (6. k.), Bárány Lászlóné (8-). Bp., Akadémiai Kiadó, 1993-
- Magyar tudományos akadémiai almanach az . . . évre. Bp., Magyar Tudományos Akadémia, 1861-1918, 1921, 1924-1943. 77 db. – 1973, 1986, 1991, 1997, 2001
- A Magyar Tudományos Akadémia tagjai 1825-2002. Szerzők: Markó László, Burucs Kornélia, Balogh Margit, Hay Diana. Bp., MTA Társadalomkutató Központ, 2003
- Révai Új Lexikona. Főszerk. Kollega Tarsoly István. Szekszárd, Babits, 1996-.
- Szegedi egyetemi almanach 1921-1970. Szerk. Lisztes László, Zallár Andor. Szeged, Hungária ny., 1971
- Új Idők lexikona. Bp., Singer és Wolfner, 1936-1942
- Uj lexikon. A tudás és a gyakorlati élet egyetemes enciklopédiája. Szerk. Dormándi László, Juhász Vilmos. [Bp.], Dante-Pantheon, 1936
- Új magyar életrajzi lexikon IV. (L–Ő). Főszerk. Markó László. Budapest: Magyar Könyvklub. 2002.   453–455. o. ISBN 963-547-414-8
- Új magyar irodalmi lexikon. Főszerk. Péter László. Bp., Akadémiai Kiadó, 1994
- Új magyar lexikon. Bp., Akadémiai Kiadó, 1959-1962. Kieg. kötet, 1962-1980
- Romsics Ignác: Clio bűvöletében. Magyar történetírás a 19–20. században – nemzetközi kitekintéssel. Budapest, 2011, Osiris Kiadó
- Szőts Zoltán Oszkár: Mályusz Elemér és a népiségtörténet koncepciója